# Miguel de Noronha
Miguel de Noronha, vierde graaf van Linhares (1585 - Madrid, 1647) was een Portugees edelman en militair.
Hoewel Portugal in opstand kwam tegen Spanje, bleef de graaf van Linhares vechten in dienst van Filips IV van Spanje. Hij kreeg het bevel over de Spaanse vloot in Italië. Hij leidde in 1646 een vloot van 22 galjoenen en fregatten en 30 galeien in de Slag bij Orbetello. Hij voer uit om de stad Orbetello in Toscane te ontzetten, dat belegerd werd door een Frans leger. Op 14 juni raakte hij slaags met een Franse vloot geleid door Jean Armand de Maillé-Brézé. De Spaanse vloot haalde de overhand maar slaagde er niet in de vluchtende Franse vloot te vernietigen. Dit werd hem zwaar aangerekend door de Spaanse koning en hij werd gevangen gezet. Hij overleed niet lang daarna.